# 둥잉시
둥잉(동영, 중국어 간체자: 东营, 정체자: 東營, 병음: Dōngyíng)은 중화인민공화국 산둥성에 위치하는 지급시이다. 성리 유전(勝利油田)이 있는 신흥 석유도시이다.

## 역사
1964년 당시 작은 마을인 둥잉 부근에서 성리 유전이 발견된다. 1983년, 둥잉 시를 설치하고, 2000년에 전국적 선진 도시에 선정되었다. 2003년 1월, 산둥 성 정부가 황하 델타 지대에의 산둥성 가공 제조업 기지의 건설을 승인하였다.

## 지리
황하의 하구에 위치한다. 서쪽으로 빈저우, 남서쪽으로 쯔보, 남쪽으로 웨이팡과 접한다. 동쪽과 북쪽으로 각각 라이저우 만, 보하이 만과 접하는 350km의 해안선이 있다.

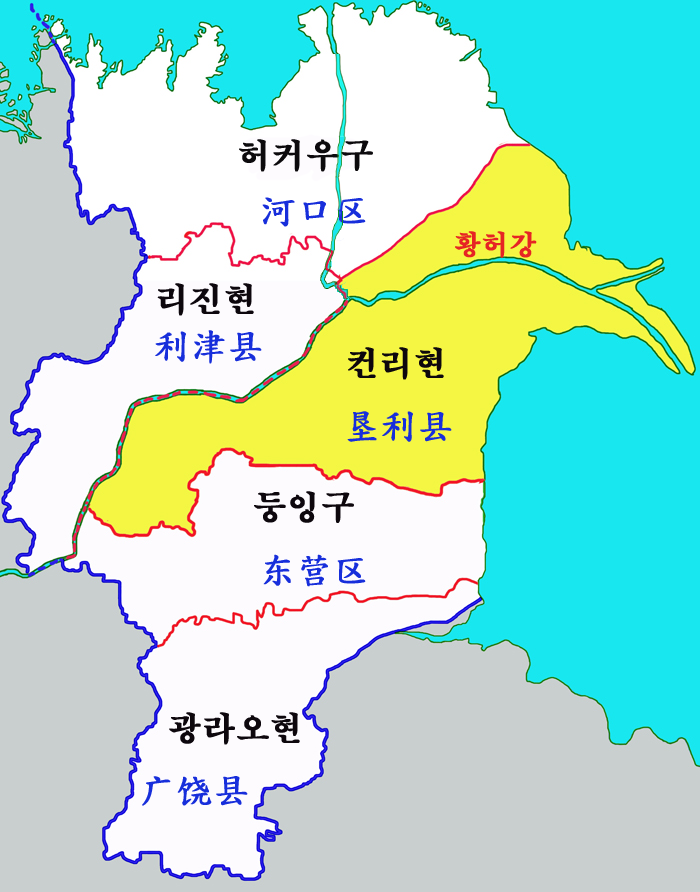
둥잉시 현급구역

## 행정 구역
3개의 시할구와 2개의 현을 관할하고 있다.
시할구
- 허커우 구(河口区)
- 둥잉 구(东营区)
- 컨리 구(垦利区)

현
- 리진 현(利津县)
- 광라오 현(广饶县)

## 교육
- 둥잉 석유대학 (華東)

## 경제
중국 대륙 제2위의 규모를 자랑하는 성리 유전을 시작으로 하는 토지 자원을 타고난, 황하 델타 지대의 중심 도시이며, 시민의 생활 수준은 산둥 성의 상위권에 속한다. 최근에 둥잉의 경제는 중국 경제의 높은 발전을 반영하여 상당히 성장하였다. 도시의 제조업 분야의 성장과 근접한 유전은 기업들의 투자를 증가시키고 있다. 그 예로 듀폰이 있는데 2005년에 이 지역에 500만 위안을 투자해 티타늄 공장을 세웠다. 이 계획이 완성되면 듀폰의 해외 공장 중에서 가장 큰 규모가 될 것이다.
둥잉은 세계의 선도적인 타이어 생산지로 많은 타이어 공장들이 입지해있다. 도시의 주요 산업으로는 석유, 석유화학, 염화학, 제지, 기계, 전자, 건설, 건자재, 식품 가공, 압축 타이어와 고무, 방직, 조명 산업이 있다.
「3대 프로젝트」(외자의 도입, 산둥성의 가공 제조업 기지의 건설, 둥잉의 신용구축)을 2020년 경까지 달성하는 일을 당면 목표로 하고 있다.

## 기후
| 둥잉시의 기후                                                 | 둥잉시의 기후 | 둥잉시의 기후 | 둥잉시의 기후 | 둥잉시의 기후 | 둥잉시의 기후 | 둥잉시의 기후 | 둥잉시의 기후 | 둥잉시의 기후 | 둥잉시의 기후 | 둥잉시의 기후 | 둥잉시의 기후 | 둥잉시의 기후 | 둥잉시의 기후 |
| 월                                                            | 1월           | 2월           | 3월           | 4월           | 5월           | 6월           | 7월           | 8월           | 9월           | 10월          | 11월          | 12월          | 연간          |
| ------------------------------------------------------------- | ------------- | ------------- | ------------- | ------------- | ------------- | ------------- | ------------- | ------------- | ------------- | ------------- | ------------- | ------------- | ------------- |
| 역대 최고 기온 °C (°F)                                        | 17.3 (63.1)   | 22.8 (73.0)   | 30.0 (86.0)   | 34.3 (93.7)   | 40.7 (105.3)  | 41.4 (106.5)  | 40.3 (104.5)  | 38.5 (101.3)  | 36.8 (98.2)   | 32.6 (90.7)   | 26.3 (79.3)   | 21.0 (69.8)   | 41.4 (106.5)  |
| 일평균 최고 기온 °C (°F)                                      | 2.9 (37.2)    | 6.4 (43.5)    | 13.1 (55.6)   | 20.6 (69.1)   | 26.4 (79.5)   | 30.2 (86.4)   | 31.6 (88.9)   | 30.5 (86.9)   | 26.9 (80.4)   | 20.6 (69.1)   | 12.3 (54.1)   | 5.0 (41.0)    | 18.9 (66.0)   |
| 일일 평균 기온 °C (°F)                                        | −1.6 (29.1)   | 1.4 (34.5)    | 7.3 (45.1)    | 14.4 (57.9)   | 20.7 (69.3)   | 24.9 (76.8)   | 27.3 (81.1)   | 26.5 (79.7)   | 22.1 (71.8)   | 15.3 (59.5)   | 7.4 (45.3)    | 0.6 (33.1)    | 13.9 (56.9)   |
| 일평균 최저 기온 °C (°F)                                      | −4.9 (23.2)   | −2.3 (27.9)   | 2.9 (37.2)    | 9.5 (49.1)    | 15.7 (60.3)   | 20.5 (68.9)   | 23.8 (74.8)   | 23.2 (73.8)   | 18.2 (64.8)   | 11.2 (52.2)   | 3.7 (38.7)    | −2.6 (27.3)   | 9.9 (49.9)    |
| 역대 최저 기온 °C (°F)                                        | −17.6 (0.3)   | −20.2 (−4.4)  | −8.9 (16.0)   | −2.0 (28.4)   | 3.8 (38.8)    | 10.6 (51.1)   | 14.8 (58.6)   | 14.6 (58.3)   | 7.9 (46.2)    | −1.5 (29.3)   | −10.3 (13.5)  | −16.4 (2.5)   | −20.2 (−4.4)  |
| 평균 강수량 mm (인치)                                         | 5.0 (0.20)    | 10.5 (0.41)   | 9.7 (0.38)    | 25.3 (1.00)   | 51.2 (2.02)   | 81.7 (3.22)   | 140.2 (5.52)  | 164.7 (6.48)  | 40.0 (1.57)   | 27.1 (1.07)   | 21.6 (0.85)   | 6.4 (0.25)    | 583.4 (22.97) |
| 평균 강수일수 (≥ 0.1 mm)                                      | 2.2           | 3.0           | 3.0           | 5.1           | 6.1           | 7.7           | 10.8          | 10.2          | 5.7           | 5.1           | 4.2           | 3.1           | 66.2          |
| 평균 강설일수                                                 | 4.1           | 3.5           | 1.4           | 0.1           | 0             | 0             | 0             | 0             | 0             | 0             | 1.0           | 3.0           | 13.1          |
| 평균 상대 습도 (%)                                            | 60            | 58            | 53            | 53            | 57            | 63            | 74            | 76            | 69            | 64            | 63            | 61            | 63            |
| 평균 월간 일조시간                                            | 178.8         | 179.7         | 228.5         | 246.9         | 273.5         | 246.0         | 213.3         | 216.3         | 214.1         | 205.2         | 172.6         | 170.3         | 2,545.2       |
| 가능 일조율                                                   | 58            | 58            | 61            | 62            | 62            | 56            | 48            | 52            | 58            | 60            | 57            | 57            | 57            |
| 출처: 중국기상국 (평년값: 1991년~2020년, 극값: 1971년~2010년) |               |               |               |               |               |               |               |               |               |               |               |               |               |

## 관광
- 승리유전 과학전시 센터
- 황하 델타 국가급자연보호구
- 광난 댐

## 자매 도시
- 대한민국 삼척시
- 대한민국 양주시
- 미국 오하이오 주 신시내티